# Los Varela
Los Varela é um município da Argentina, localizada no departamento de Ambato, província de Catamarca.